# Vannecrocq
Vannecrocq är en kommun i departementet Eure i regionen Normandie i norra Frankrike. Kommunen ligger i kantonen Beuzeville som tillhör arrondissementet Bernay. År 2022 hade Vannecrocq 163 invånare.

## Befolkningsutveckling
Antalet invånare i kommunen Vannecrocq
Referens:INSEE